# Loxilobus luzonicus
Loxilobus luzonicus is een rechtvleugelig insect uit de familie doornsprinkhanen (Tetrigidae). De wetenschappelijke naam van deze soort is voor het eerst geldig gepubliceerd in 1915 door Bruner.